# Per Landin
Per Olof Landin, född 5 augusti 1956 i Borgholm, död 7 september 2021, var en svensk författare, journalist, översättare och germanistisk litteraturvetare.

## Biografi
Landin var son till historikern fil.lic. Lennart Landin och växte upp i Kalmar och Helsingborg.
Han blev fil.dr i tyska med litteraturvetenskaplig inriktning vid Stockholms universitet år 1990. Han verkade som kulturskribent i Sydsvenska Dagbladet och även i tyskspråkiga tidningar som Frankfurter Allgemeine Zeitung och Neue Zürcher Zeitung. Mellan 1990 och 2012 var han medarbetare i Dagens Nyheter. Åren 1992–1997 var han Alexander von Humboldt-Stiftungs stipendiat vid universiteten i Halle-Wittenberg och Berlin. Landin skildrade i olika essäer, framför allt i samlingarna Münchhausens äventyrligheter (1994) och Dietrich Eckarts onda öga (2009), tyska författares och kulturpersonligheters liv och gärningar. Författaren Stig Larsson har beskrivit Per Landin som "en av de främsta prosaisterna i dagens Sverige". Landin var även verksam som översättare från tyska.
Landin gjorde sig känd som en konservativt orienterad samhällsdebattör och kritiker av bland annat feminism och vänsterrörelser.

## Skrifter (urval)
- I detta land lever vi: ny prosa och lyrik från DDR (antologi; urval och inledning Per Landin, prosaövers. Per Landin, tolkningar Karl H. Bolay [m.fl.], Café Existens, 1982)
- Tyska samtal: en resa genom fyra litteraturer (Symposion, 1988)
- Von Dort nach Hier: zum Prozeß der Vermittlung und Aufnahme deutschsprachiger Belletristik in Schweden 1980–1988 (Symposion, 1990) [Diss. Stockholms universitet]
- Sista tangon i DDR: ett PS (Symposion, 1992)
- Münchhausens äventyrligheter och andra otidsenliga utflykter i det nyligen förflutna (Symposion, 1994)
- Politisk korrekthet på svenska: en antologi (redigerad tillsammans med Pierre Kullbom, Symposion, 1998)
- Slottet som försvann eller hur farmor kom till Öland (Symposion, 1999)
  - Das verschwundene Schloss: ein Schwede auf Spurensuche im ehemaligen Ostpreußen, tysk övers. (Lang, 2004)
- Wagners mörka punkt och andra tyska fallstudier (Symposion, 2001)
- Jag heter Per Landin: journalistik och polemik (Symposion, 2004)
- Hotel am Kanteck: an artistbook (tio betraktelser av författaren och tre originallitografier av Pontus Carle, Berlin: New Work Publishing, 2008)
- Dietrich Eckarts onda öga (Bokförlaget Atlantis, 2009)
- Resan till Saaleck (Bokförlaget Atlantis, 2012)
- Kan du inte säga något snällt i stället (Bokförlaget Atlantis, 2015)
- Langbehns testamente - ett tyskt århundrade i tio kapitel (Bokförlaget Augusti, 2017)
- Forsters patient: Tio tyska intermezzon (Bokförlaget Augusti, 2020)

Översättningar (urval)
- Martin R. Dean: De hemliga trädgårdarna (Die verborgenen Gärten) (Albert Bonniers Förlag, 1984)
- Bettina Blumenberg: Förförelse (Verführung) (Bonniers, 1988)
- Christoph Hein: Tangospelaren (Der Tangospieler) (Norstedts, 1990)
- Wolf Biermann: Daidalos Fall (Klartexte im Getümmel. Über das Geld und andere Herzensdinge) (Norstedts, 1992)
- Günter Grass/Kenzaburo Oe: Mitt Japan – Mitt Tyskland. Ariel Förlag 1995
- Thomas Brussig: På den kortare sidan av Sonnenallé (Am kürzeren Ende der Sonnenallee) (Natur & Kultur, 2001)
- Thomas Mann: En opolitisk mans betraktelser (Betrachtungen eines Unpolitischen) (översatt tillsammans med Urban Lindström, Atlantis, 2012)

## Priser och utmärkelser
- 1992–1994 & 1997 – Stipendium från Alexander von Humboldt-Stiftung
- 1995 – Medienpreis der Stiftung Ostdeutscher Kulturrat (OKR) för essä i Frankfurter Allgemeine Zeitung
- 2001 – Zibetska priset
- 2012 – Hedersledamot i föreningen Heimdal
- 2015 – Gun och Olof Engqvists stipendium
- 2018 – Nominering till Stora fackbokspriset för Langbehns testamente